# Ptychadena broadleyi
Ptychadena broadleyi är en groddjursart som beskrevs av Stevens 1972. Ptychadena broadleyi ingår i släktet Ptychadena och familjen Ptychadenidae. IUCN kategoriserar arten globalt som starkt hotad. Inga underarter finns listade i Catalogue of Life.